# Pentace erectinervia
Pentace erectinervia är en malvaväxtart som beskrevs av André Joseph Guillaume Henri Kostermans. Pentace erectinervia ingår i släktet Pentace och familjen malvaväxter. Inga underarter finns listade i Catalogue of Life.